# Cymothoe rhodesiae
Cymothoe rhodesiae är en fjärilsart som beskrevs av Stevenson 1934. Cymothoe rhodesiae ingår i släktet Cymothoe och familjen praktfjärilar. Inga underarter finns listade i Catalogue of Life.